# Maria Teresa de Borbó i de Borbó-Parma
Maria Teresa Felipina de Borbó i de Borbó-Parma (Aranjuez, 16 de febrer de 1791-El Escorial, 2 de novembre de 1794) va ser una infanta d'Espanya morta prematurament.
Va néixer al Palau d'Aranjuez el 16 de febrer de 1791, la sisena filla dels reis Carles IV i de Maria Lluïsa de Borbó-Parma, en un moment en què a la cort corrien ja rumors de la relació de la reina amb el privat Manuel Godoy, de qui es deia que era el pare de la infanta Maria Isabel.
Va ser presentada als ministres i els Grans d'Espanya i després va ser batejada pel cardenal i patriarca de les Índies Occidentals Antoni de Sentmenat i en va ser padrins el príncep Ferran, en representació del duc de Parma, germà de la reina.
La infanta va ser amamantada per dues dides naturals de Burgos, els marits de les quals van rebre el grau d'hidalguia per a ells i els seus descendents. Amb tot, la infanta va morir prematurament a causa de la verola abans de complir els quatre anys, el 2 de novembre de 1794. No obstant això, abans ja havia rebut el llaç de dama de la recentment creada Orde de Dames Nobles de la reina Maria Lluïsa.
Va ser enterrada a la sisena capella del Panteó dels Infants del monestir d'El Escorial.